# 100Pro
100PRO (100 %, Сто процентов) — звукозаписывающий лейбл, основанный Владом Валовым в 2002, специализирующийся на рэпе и хип-хопе, а также на других альтернативных направлениях современной музыки. Лейбл занимается выпуском и распространением альбомов, а также записью и продюсированием молодых исполнителей, организацией концертов и корпоративных мероприятий.

## История
Лейбл 100PRO был запущен сразу в трёх направлениях: студия «Studio 100PRO», специализирующаяся на записи музыки, двухэтажный магазин хип-хоп одежды и музыки, а также журнал 100PRO, иллюстрирующий деятельность музыкального лейбла и хип-хоп культуры в целом.
Альберт Краснов (Al Solo) был назначен генеральным директором компании 100PRO.
В 2003 году компания 100PRO совместно с губернатором Краснодарского края в городе Анапа провела трёхдневный фестиваль «Анапа Арт». В том же году официально был открыт сайт www.badb.ru, который стал информационной площадкой компании 100PRO. Компания открыла интернет-магазин, где начали продавать продукцию линии одежды от Bad В. Wear. В том же году начал свою работу музыкальный лейбл 100PRO, компания стала выпускать сборники и альбомы артистов лейбла 100PRO через дистрибуцию компании «Монолит», а через два года лейбл продолжил работать с русской компанией — CD Land, а на Украине — с Moon Records.
В этом же году лейбл впервые привёз в Россию легендарного рэп артиста Guru из группы GangStar, а спустя несколько месяцев компания 100PRO пригласила Raekwon из группы Wu Tang Clan на десятилетие Ежегодного Международного Фестиваля Rap Music, учредителем которого являлся лейбл.
В 2005 году с радиостанцией «Энергия» лейбл 100PRO открыл еженедельную двухчасовую программу 100PRO. Программа шла два года, и было создано около сотни оригинальных программ.
В 2005 и 2006 гг. компания 100PRO совместно с компанией «Сармат» сделали хип-хоп туры на площадях крупнейших городов Украины. Концертная деятельность артистов лейбла 100PRO выросла в эти годы, как в России, так и в других странах. В 2007 году Studio 100PRO открыла первую в России школу для начинающих рэп-исполнителей и МС.
В августе 2010 года компания открыла сайт 100pro.su, который информирует обо всех новостях лейбла 100PRO. Компания 100PRO стала тесно сотрудничать с фирмой «Союз» по продажам своих проектов.
В 2012 году базе лейбла 100PRO был основан футбольный клуб «Налётчики». Этот проект, объединил в своём составе артистов российской музыкальной сцены и футболистов. В этом же году вышел первый альбом проекта 100PRO Family — Сотка. В альбоме «Сотка» участвуют более 50 рэп-исполнителей лейбла 100PRO.
Весь 2013 и часть 2014 года лейбл 100PRO открыл радио 100PRO в интернете и начал выпуск программы «Studio 100PRO» в прямом эфире еженедельно по средам. В конце 2014 года компания 100PRO провела Ежегодный Международный Фестиваль Rap Music — 20 лет! в честь 20-летия Фестиваля. Фестиваль Rap Music считается самым продолжительным рэп-фестивалем в мире.

## Видеоклипы проекта 100PRO Family
- 100PRO Family — Творчество и шоу-бизнес (альбом «Сотка», артисты: ШЕFF, Ёлка, Страйк, Al Solo, режиссёр: Влад Валов, 2009 г.)
- 100PRO Family — Они не знают! (режиссёр Стэпман) (альбом «Сотка», артисты: ШЕFF, Купер, Al Solo, Капа, режиссёр: Влад Валов, 2012 г.)
- 100PRO Family — Покрываем всю планету (альбом «Сотка», артисты: Lojaz, Personage Marz, Режик, ШыZа, ОГИ, Al Solo, КАС, Граф, Zummer, N!KO, ШЕFF, режиссёр: Влад Валов, 2012 г.)
- 100PRO Family — Налётчики в деле! (неизданный трек, артисты: ШЕFF, Al Solo, ШыZа, NAY, Славон, Kappa, Джони Джон, Jar Bar, компания «Astin Group Partner», режиссёр: Ярослав Кардэлло, 2013 г., 2013 г.)
- 100PRO Family — Нам не нужна война! (неизданный трек, артисты: ШЕFF, Вова Prime, Такер, Режик, Славон, режиссёр: Вова Prime, 2014 г.)